# José Lamadrid
José Luis Lamadrid Prados (né le 3 juillet 1930 à Mexico et mort le 3 octobre 2021) est un joueur de football international mexicain, qui évoluait au poste d'attaquant.

## Biographie
Surnommé El Niño Artillero, Cañoncito ou encore Inge, José Lamadrid commence sa carrière footballistique pour le club mexicain du Real Club España en 1949. Une saison plus tard, il rejoint les géants de la capitale du Club América puis le Club Necaxa en 1951.
En 1954, il part rejoindre le club du  Deportivo Toluca Fútbol Club puis retourne au Club América une semaine plus tard. Il termine ensuite sa carrière au Club Deportivo Cuautla.
En sélection, il débute avec l'équipe du Mexique en 1952 (pour les éliminatoires du mondial 1954). Il joue en tout sept matchs et inscrit cinq buts en deux saisons.
En 1954, il est sélectionné parmi les 22 joueurs mexicains pour disputer la coupe du monde 1954 qui se joue en Suisse.
Durant la compétition, il joue deux matchs contre le Brésil et la France (match durant lequel il marque un des deux buts mexicains). Il est le premier mexicain à inscrire un but lors d'un mondial de football disputé en Europe.
Après sa carrière, il devient chroniqueur pour la chaîne TV Azteca. Il a reçu le Balón de Platino de la FEMEXFUT pour l'ensemble de sa carrière en 2008.